# Llista de discoteques d'Eivissa
La història de les discoteques a Eivissa va començar la dècada del 1970, quan les primeres discoteques com Amnesia i Pacha van obrir les portes. Aquestes discoteques van atraure artistes, músics i celebritats, convertint l’illa en un punt de trobada per a la jet-set internacional. Durant la dècada del 1980, la música rave va guanyar popularitat, i llocs com el Ku Club (ara conegut com Privilege) es van convertir en epicentres de la festa. La dècada del 1990 va veure l’ascens de la música house balear, amb clubs com Space i Es Paradis que van consolidar la seva reputació.
A 2024, Eivissa continua sent un destí de referència per als amants de la música electrònica, amb una oferta que va des del tecno fins a la música underground. Entre les discoteques d'Eivissa es troba Privilege, la discoteca més gran del món. La seva localització es troba en la carretera d'Eivissa a Sant Antoni, prop de Sant Rafel. La mateixa discoteca organitzava autobusos durant tota la nit. Roman tancada des de l'any 2020 i el seu web en 2024 mostrava un missatge indicatiu de què potser tornarà a obrir ("Coming soon").

## Discoteques
Informació actualitzada per un bot. Els canvis manuals es perdran quan s'actualitzi!
| imatge | Nom                       | Ubicat a                | instància de          | Fundació | Tancament | capacitat màxima | coordenades                                                            | Commons (més fotos)       | Dades a WD                    |
| ------ | ------------------------- | ----------------------- | --------------------- | -------- | --------- | ---------------- | ---------------------------------------------------------------------- | ------------------------- | ----------------------------- |
|        | Amnesia                   | Sant Antoni de Portmany | club nocturn          | 1970     |           |                  | 38° 56′ 51″ N, 1° 24′ 29″ E / 38.947498°N,1.408061°E                   | Amnesia (nightclub)       | Modifica les dades a Wikidata |
|        | DC10                      | Sant Josep de sa Talaia | recinte club nocturn  | 1999     |           |                  | 38° 52′ 48″ N, 1° 23′ 30″ E / 38.88°N,1.39166667°E                     | DC10 (nightclub)          | Modifica les dades a Wikidata |
|        | Hï Eivissa                | Sant Josep de sa Talaia | club nocturn          | 2016     |           | 5000             | 38° 53′ 09″ N, 1° 24′ 13″ E / 38.88583055555556°N,1.4036166666666667°E |                           | Modifica les dades a Wikidata |
|        | Pacha                     | Eivissa                 | empresa club nocturn  | 1966     |           | 3000             | 38° 55′ 06″ N, 1° 26′ 35″ E / 38.91833055555555°N,1.4430611111111111°E | Pacha Group               | Modifica les dades a Wikidata |
|        | Pacha Eivissa             | Eivissa                 | club nocturn          |          |           |                  | 38° 55′ 06″ N, 1° 26′ 36″ E / 38.91844°N,1.44329°E                     | Pacha Ibiza               | Modifica les dades a Wikidata |
|        | Privilege (discoteca)     | Sant Antoni de Portmany | club nocturn          | 1978     |           | 10000            | 38° 57′ 28″ N, 1° 24′ 29″ E / 38.95777778°N,1.40805556°E               |                           | Modifica les dades a Wikidata |
|        | Space Eivissa             | Sant Josep de sa Talaia | club nocturn          | 1989     | 2016      | 5000             | 38° 53′ 09″ N, 1° 24′ 13″ E / 38.885831°N,1.403616°E                   | Space Ibiza               | Modifica les dades a Wikidata |
|        | Ushuaïa Ibiza Beach Hotel | Sant Josep de sa Talaia | hotel palau discoteca | 2011     |           |                  | 38° 53′ 06″ N, 1° 24′ 19″ E / 38.88506944444445°N,1.405211111111111°E  | Ushuaïa Ibiza Beach Hotel | Modifica les dades a Wikidata |